# Аль-Баттат, Мусаб
Мусаб Аль-Баттат (араб. مصعب البطاط‎; род. 12 ноября 1993, Палестина) — палестинский футболист, защитник иорданского клуба «Аль-Фейсали».

## Карьера
Мусаб начал профессиональную карьеру в молодёжном составе ФК «Шабаб Аль-Дахрия». С 2012 года выступал за его основной состав. В 2017 году перешёл в состав футбольного клуба «Ахли Аль-Халиль».
С 2013 года вызывается в состав национальной сборной. По состоянию на 6 сентября 2021 провёл в её составе 43 матчей, забил 1 гол.